# Diondre Batson
Diondre Batson (ur. 13 lipca 1992) – amerykański lekkoatleta specjalizujący się w biegach sprinterskich. 
W 2014 zdobył złote medale w biegu na 100 metrów oraz w sztafecie 4 × 400 metrów podczas młodzieżowych mistrzostw NACAC.
Złoty medalista mistrzostw NCAA.

## Osiągnięcia
| Rok  | Impreza                       | Miejsce  | Konkurencja             | Lokata     | Wynik |
| ---- | ----------------------------- | -------- | ----------------------- | ---------- | ----- |
| 2014 | Młodzieżowe mistrzostwa NACAC | Kamloops | bieg na 100 metrów      | 1. miejsce | 10,08 |
| 2014 | Młodzieżowe mistrzostwa NACAC | Kamloops | sztafeta 4 × 100 metrów | 1. miejsce | 38,47 |

## Rekordy życiowe
- Bieg na 60 metrów (hala) – 6,54 (2014)
- Bieg na 100 metrów – 9,94 (2015)
- Bieg na 200 metrów (stadion) – 20,49 (2014)
- Bieg na 200 metrów (hala) – 20,32 (2014)